# 下津町塩津
下津町塩津（しもつちょうしおつ）は、和歌山県海南市の町丁。2012年10月1日現在の人口は614人。郵便番号は649-0131。本項ではかつて同区域に存在した海部郡・海草郡塩津村（しおつむら）についても記す。

## 地理
海南市の南西部、紀勢本線・冷水浦駅 - 加茂郷駅間の紀伊水道沿岸にあたる。東部の沿岸を同線と国道42号が通過する。

## 歴史
- 幕末 - 海部郡塩津浦が存在。「旧高旧領取調帳」の記載によると和歌山藩領。
- 明治4年7月14日（1871年8月29日） - 廃藩置県により和歌山県の管轄となる。
- 1889年（明治22年）4月1日 - 町村制の施行により、近世以来の塩津浦が単独で自治体を形成して塩津村が発足。
- 1896年（明治29年）4月1日 - 郡の統合により塩津村の所属郡が海草郡に変更[2]。
- 1955年（昭和30年）2月1日 - 塩津村が下津町・大崎町・加茂村・仁義村と合併し、改めて下津町が発足。同町大字塩津となる。
- 2005年（平成17年）4月1日 - 下津町が海南市と合併し、改めて海南市が発足。同市下津町塩津となる。

## 経済

### 産業
農業
『大日本篤農家名鑑』によれば、塩津村の篤農家は橋本、榎本姓の人物がいた。
商工業
塩津村の商工業者は、1894年出版の『和歌山県名誉家及商工人名録』によれば、肥料商の石橋、中山、穀物問屋商の九鬼、穀物商の中山、材木商の硲、荒物並びに肥物商の小山、旅人宿の中野、穀物酒類商の丸谷などがいた。
1921年出版の『和歌山県実業参考録』によれば、万荒物商の堺、肥料商の峰野、肥料商蜜柑問屋業の九鬼、柑橘屋業の井田、柑橘問屋業の中崎、酢醤油商の二ツ井、醤油醸造業の中山、海産物商の札場、吉田、船舶艀取扱い並びに海産業の中野、米穀雑貨金物商の中村、回漕業の森山などがいた。
かつて存在した企業
- 石橋合名会社 - 目的は1動産・不動産及び有価証券を所有し、これより生じる利益を収得、2各種事業の投資[6]。設立の年は1921年[6]。
- 四十三銀行塩津支店[5]

## 交通

### 鉄道
区域内を西日本旅客鉄道の紀勢本線が通過するが、駅は所在しない。

### バス
海南市コミュニティバス
- 戸坂線
  - 加茂郷駅 - 塩津口 - 塩津 - 戸坂

### 道路
- 国道42号

## 施設
- 海南市立塩津小学校
- 塩津郵便局
- 蛭子神社
- 極楽寺
- 妙石寺
- 教徳寺

## 出身・ゆかりのある人物
- 石橋八九郎（米穀商、肥物商、紀州銀行、南陽肥料各取締役）[7]
- 石橋八九郎（綿ネル商、石橋合名会社代表社員[6]、四十三銀行、紀伊貯蓄銀行各取締役）
- 石橋八九郎（石橋合名会社代表社員、内外除虫菊、和歌山産業各取締役、内外除虫菊、四十三銀行各監査役）